# Нічлава (хор)
Мішаний народний хор «Нічлава» — хор працівників Колиндянського концентраційно-дріжджового комбінату.

## Відомості
На початку 1960-х років в селі почав діяти концентратно-дріжджовий комбінат. Були споруджені і введені в експлуатацію декілька цехів по виготовленню відповідної продукції.
І вже тоді на комбінаті почали працювати гуртки художньої самодіяльності. З часом, коли збільшилась кількість працівників, був організований мішаний хор.
В 1983 році хору було присвоєно почесне звання «Народний». 
1999 року хор припинив своє існування.

## Благочинність
Хор постійно проводив творчі звітні концерти, брав участь у різноманітних урочистих заходах. Виступав по телебаченню. Брав дієву участь у відкритті (першого в Україні) Співочого поля в м.Тернополі.

## Відзнаки
- лауреат республіканського фестивалю (1982).

## Керівники
- Дмитро Букалюк (?—1968)
- Орест Подольчук (1968—1987)
- Іван Кікис (1987—1990)
- Петро Голігнатий (1991—1999).